# Between the Walls
Between the Walls е четвъртият соло албум на германския китарист Аксел Руди Пел. Издаден е на 1 юни 1994 г. от Steamhammer Records.

## Състав
- Джеф Скот Сото – вокал
- Аксел Руди Пел – китара
- Волкер Кравчак – бас
- Джули Грокс – клавишни
- Йорг Майкъл – барабани